# Campeonato Brasileiro de Ciclismo de Estrada de 2013
O Campeonato Brasileiro de Ciclismo de Estrada de 2013 foi a 13ª edição do Campeonato Brasileiro de Ciclismo de Estrada. Foi realizado em São Carlos, em São Paulo, no dia 30 de junho, em um circuito de 8,5 km.
A elite masculina percorreu 21 vezes o circuito. A 7 voltas do fim, com o pelotão já reduzido pelo seletivo percurso, Alex Diniz (Funvic - São José dos Campos) protagonizou uma fuga sozinho, chegando a abrir quase 3 minutos de diferença para os perseguidores mais próximos a 34 quilômetros do fim. Entretanto, um grupo de 4 ciclistas conseguiu reagir e alcançou Diniz na metade da última volta. Entre estes, estava Rodrigo Nascimento, que atacou a 2 quilômetros do fim e cruzou a linha de chegada sozinho para vencer a prova. As restantes colocações do pódio foram decididas no sprint pelos outros ciclistas do grupo, no qual Alex Diniz ainda conseguiu conquistar a segunda colocação à frente de Alan Maniezzo, em terceiro. Na categoria sub-23, João Marcelo Gaspar, que foi o 9º geral, foi o vencedor.
Já a elite feminina percorreu 8 voltas no circuito. Logo após a primeira volta, um grupo de 6 ciclistas formou uma fuga que foi mantida até a chegada, onde a vitória foi disputada no sprint. Luciene Ferreira foi a mais rápida e repetiu o feito do ano anterior, sagrando-se bicampeã da prova. O pódio foi completado por Clemilda Fernandes e Flávia Oliveira, em 2º e 3º lugar, respectivamente. Marcia Fernandes foi a vencedora na categoria sub-23.

## Resultados

### Masculino
88 atletas das principais equipes nacionais largaram a prova que conheceria o campeão brasileiro da elite masculina de 2013. Os atletas enfrentariam por 21 vezes um circuito de 8,5 km dentro do Parque Eco-Esportivo Damha, considerado bastante difícil, com uma subida de 1 km no percurso e fortes ventos durante boa parte do circuito. Nas primeiras voltas da prova, houve várias tentativas de fuga, mas nenhuma alcançou muito destaque sendo logo alcançadas pelo pelotão principal. Ao mesmo tempo, a dureza do percurso tornava o pelotão cada vez mais seleto, restando apenas cerca de 30 ciclistas ao final da 13ª volta.
Nesse ponto, formou-se uma fuga de 5 ciclistas que conseguiu abrir uma vantagem mais significativa, estando mais de 1 minuto à frente do pelotão principal ao final da 14ª volta, com 119 quilômetros percorridos. Na volta seguinte, a mais de 50 kms do final, Alex Diniz (Funvic - São José dos Campos), que estava entre os 5 escapados, se desgarrou de seus companheiros de fuga e passou a liderar a prova sozinho. Com o pelotão agora completamente fragmentado, um grupo de 8 ciclistas passou a perseguir Diniz; entretanto, a vantagem do ciclista da Funvic só crescia, e a 4 voltas (34 quilômetros) da chegada, ele possuía uma vantagem de 2' 45" sobre os demais.
A vantagem de Diniz era grande o suficiente para que muitos considerassem a prova como quase decidida; no entanto, o avanço do líder começou a ser lentamente diminuído pelo grupo perseguidor, agora composto por 5 ciclistas: Alan Maniezzo (São Lucas Saúde - Americana), Otávio Bulgarelli (Funvic - São José dos Campos), Cleberson Weber (Clube DataRo de Ciclismo) e Rodrigo Nascimento e Jeovane de Oliveira (São Francisco Saúde - Ribeirão Preto). Com 3 voltas e 25 quilômetros para o final, a diferença havia sido diminuída para 2' 15". Na volta seguinte, Rodrigo de Melo (Clube DataRo de Ciclismo) se juntou aos perseguidores, enquanto a vantagem de Diniz caía para 1' 45" faltando somente duas voltas.
Na penúltima volta, Diniz perdeu muito terreno para o grupo perseguidor, e, entrando nos 8 quilômetros finais da prova - última volta - o ciclista da Funvic estava somente 25 segundos à frente do grupo, agora composto por 4 ciclistas (Cleberson Weber e Jeovane de Oliveira ficaram para trás em relação aos demais). Na metade da última volta, o grupo alcançou o líder, finalmente pondo fim à longa fuga de Diniz. Os 5 atletas pedalaram juntos por algum tempo, até que, a 2 quilômetros do fim, Rodrigo Nascimento atacou o grupo numa das últimas subidas do percurso e levou a vantagem até o final, chegando isolado e sagrando-se campeão brasileiro de 2013. Os demais disputaram as posições restantes do pódio no sprint; mesmo desgastado pela longa fuga, Alex Diniz teve força para garantir a 2ª colocação, à frente de Alan Maniezzo e Rodrigo de Melo. Os três chegaram juntos, a 21 segundos do vencedor. O defensor do título, Otávio Bulgarelli, chegou em 5º, oito segundos depois.
Os ciclistas da categoria sub-23 largaram e competiram junto com a elite masculina, na mesma quilometragem. A vitória ficou com João Marcelo Gaspar, da equipe Ironage, que foi o 9º colocado geral. O pódio foi completado por Andre Almeida e Carlos Henrique dos Santos, respectivamente, ambos da equipe Barueri - Penks - New Millen. No total, somente 25 ciclistas completaram a prova, sendo 21 da categoria elite, e 4, na categoria sub-23.
|    | Ciclista            | Equipe                                    | Tempo      |
| -- | ------------------- | ----------------------------------------- | ---------- |
| 1  | Rodrigo Nascimento  | São Francisco Saúde - Ribeirão Preto      | 4h 36' 49" |
| 2  | Alex Diniz          | Funvic Brasilinvest - São José dos Campos | + 21"      |
| 3  | Alan Maniezzo       | São Lucas Saúde - Giant - Americana       | m.t.       |
| 4  | Rodrigo de Melo     | Clube DataRo de Ciclismo                  | m.t.       |
| 5  | Otávio Bulgarelli   | Funvic Brasilinvest - São José dos Campos | + 29"      |
| 6  | Renato Seabra       | Clube DataRo de Ciclismo                  | + 33"      |
| 7  | Cleberson Weber     | Clube DataRo de Ciclismo                  | + 37"      |
| 8  | Luiz Alberto Ortiz  | Suzano - DSW Automotive - Ciclo Mania     | + 1' 15"   |
| 9  | João Marcelo Gaspar | Ironage - Colner - Sorocaba               | m.t.       |
| 10 | David Leite         | FW Engenharia - Prefeitura de Madalena    | m.t.       |

#### Sub-23 Masculino
|   | Ciclista                   | Equipe                              | Tempo      |
| - | -------------------------- | ----------------------------------- | ---------- |
| 1 | João Marcelo Gaspar        | Ironage - Colner - Sorocaba         | 4h 38' 05" |
| 2 | Andre Almeida              | Barueri - Penks - New Millen        | m.t.       |
| 3 | Carlos Henrique dos Santos | Barueri - Penks - New Millen        | m.t.       |
| 4 | William Chiarello          | São Lucas Saúde - Giant - Americana | + 3"       |

### Feminino
A competição feminina percorreu 68 quilômetros em 8 voltas no circuito. Logo após a primeira volta, seis atletas se desgarraram do pelotão, criando uma fuga que foi mantida até a chegada. Entre as ciclistas da fuga, houve tentativas de ataque durante a prova, mas como estes não tiveram sucesso, a decisão foi para o sprint final, no qual Luciene Ferreira, campeã brasileira em 2012, foi a mais rápida, conquistando o título pela segunda vez. A chegada foi bem disputada, com a 2ª colocada Clemilda Fernandes e a 3ª colocada Flávia Oliveira ambas chegando menos de meio segundo atrás da vencedora. Na categoria sub-23, competindo junto com a elite, Marcia Fernandes, que terminou em 7º geral, foi a vencedora. 23 ciclistas completaram a prova.
|    | Ciclista                | Equipe                                    | Tempo      |
| -- | ----------------------- | ----------------------------------------- | ---------- |
| 1  | Luciene Ferreira        | Funvic Brasilinvest - São José dos Campos | 2h 02' 38" |
| 2  | Clemilda Fernandes      | Clube Fernandes de Ciclismo               | m.t.       |
| 3  | Flávia Oliveira         | DNA Cycling p/b Plan7                     | m.t.       |
| 4  | Uênia Fernandes         | Chirio - Forno d'Asolo                    | + 2"       |
| 5  | Ana Paula Polegatch     | Barueri - Penks - New Millen              | + 12"      |
| 6  | Fernanda da Silva Souza | Funvic Brasilinvest - São José dos Campos | + 35"      |
| 7  | Marcia Fernandes        | Clube Fernandes de Ciclismo               | + 2' 03"   |
| 8  | Giovana Cruz            | Velo - Seme Rio Claro                     | + 2' 44"   |
| 9  | Silvia Augusta da Silva | Smel São José do Rio Preto                | + 2' 46"   |
| 10 | Danilas Ferreira        | Velo - Seme Rio Claro                     | + 3' 52"   |

#### Sub-23 Feminino
|   | Ciclista         | Equipe                      | Tempo      |
| - | ---------------- | --------------------------- | ---------- |
| 1 | Marcia Fernandes | Clube Fernandes de Ciclismo | 2h 04' 21" |
| 2 | Nayara Gomes     | Smerl - Araçatuba           | + 9' 35"   |
| 3 | Viviane Marques  | Smerl - Araçatuba           | + 14' 50"  |